# Борисов Іван Олексійович
Іва́н Олексі́йович Бори́сов (1904 , Макіївка, Область Війська Донського  — невідомо ) — український державний діяч. Депутат Верховної Ради УРСР першого скликання (1938–1947).

## Біографія
Народився 1904 року в родині робітника-шахтаря у місті Макіївка, тепер Донецька область, Україна. У восьмирічному віці втратив батька, який загинув під час вибуху на шахті «Італія». З 1914 року наймитував, був учнем у голярні та у жерстяних майстернях. У 1916 році закінчив початкову школу в Макіївці. Потім працював заправником ламп на шахті «Амур» в Макіївці, чорноробом Макіївського металургійного заводу на Донбасі.
У 1919 році разом із родиною переїхав на Кубань, де до 1921 року працював наймитом у заможних козаків станції Тихорецької.
У 1921 році повернувся до Макіївки, працював чорноробом, підручним слюсаря, слюсарем Макіївського металургійного заводу Донецької губернії. У 1923 році вступив до комсомолу.
Член ВКП(б) з 1925 року.
У 1925 році був обраний членом заводського комітету профспілки Макіївського металургійного заводу. До 1931 року працював завідувачем культурного відділу заводського комітету профспілки, виконував обов'язки редактора заводської газети, був завідувачем організаційного відділу та головою заводського комітету профспілки Макіївського металургійного заводу.
У 1931—1933 роках — директор Криворізьких автотракторних майстерень; начальник технічного відділу Дніпропетровського обласного управління «Трактороцентру»; завідувач сектору преси Дніпропетровського обласного комітету КП(б)У; завідувач агітаційно-масового відділу Ленінського районного комітету КП(б)У міста Харкова.
У жовтні 1933 — лютому 1935 року — начальник політичного відділу Курилівської машинно-тракторної станції (МТС) Конотопського району Чернігівської області.
У лютому 1935 — серпні 1937 року — 1-й секретар Дубов'язівського районного комітету КП(б)У Чернігівської області.
З серпня 1937 року — завідувач (начальник) Чернігівського обласного земельного відділу.
1938 року був обраний депутатом Верховної Ради УРСР першого скликання по Борзенській виборчій окрузі № 149 Чернігівської області.
Станом на 1945 рік — відповідальний організатор ЦК ВКП(б) у Москві; заступник народного комісара земельних справ СРСР.